# نیکی هیلتون

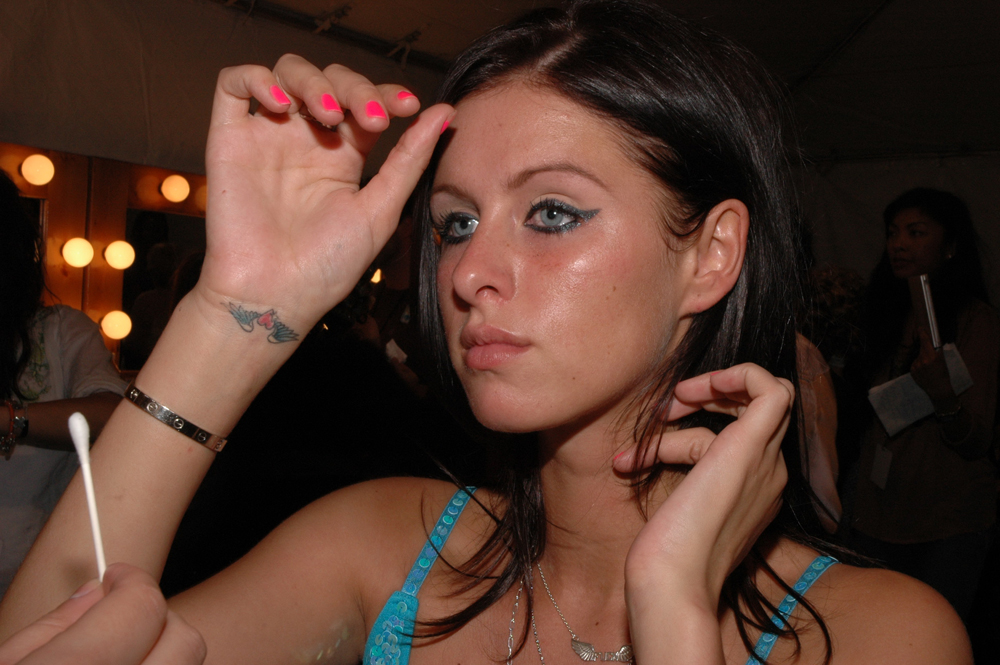
نیکی هیلتون در سال ۲۰۰۵

نیکولا الیویا «نیکی» روتشیلد (زمان تولد هیلتون، متولد ۵ اکتبر ۱۹۸۳) مدل و طراح مد آمریکایی است.
او یکی از نتیجه‌های کنراد هیلتون، بنیانگذار هتل‌های زنجیره‌ای هیلتون می‌باشد. نیکی خواهر پاریس هیلتون است. وی در نیویورک متولد شد و در لس‌آنجلس بزرگ شد.
در سال ۲۰۰۴ میلادی وی اولین خط تولید لباس متعلق به خود را راه‌اندازی کرد. وی همچنین طراحی کیف دستی برای شرکت ژاپنی سامانتا تاواسا را بر عهده داشت.
وی در سال ۲۰۰۴ با یک تاجر به نام تد اندرو میستر در لاس‌وگاس ازدواج کرد که این ازدواج فقط مدت کوتاهی ادامه یافت.
وی در سال ۲۰۱۵ با جیمز روتشیلد از خاندان روتشیلد ازدواج کرد.